# حجافيات
حَجَّافِيَّات أو حَمَسيات جلدية (الاسم العلمي: Dermatemydidae)، فصيلة سلاحف وصفت من قبل جون إدوارد غراي في عام 1870. وجنسها الحي الوحيد هو الحمسة الجلدية.

## أصانيف فرعية
- †Baptemys[4]
- سلحفاة نهر أمريكا الوسطى[3]
- †Gomphochelys[4]
- †Notomorpha[4]